# 唐台生
唐台生（1949年—2021年），原本為台灣基督教門徒教會牧師，曾經在1998年擔任基督教聖潔會牧師時因性侵犯女教徒，在教會內進行集體性教育輔導而被判刑3年2個月。2005年2月出獄後繼續犯案，他在自己設立的門徒教會利用8名小組長性侵13名女信徒，於2007年再度被捕，判處有期徒刑10年，須接受強制治療3年。2009年二審判處有期徒刑5年、強制治療3年。
唐台生的牧師資格早在1999年就被原所屬的基督教聖潔會撤銷，中台神學院並撤銷他的畢業資格。他的門徒教會也不被其他教會承認，但至今其教會疑似仍在秘密活動。